# Den bästa gåvan
Den bästa gåvan (finska: Kaikkein paras lahja) är en finländsk animerad kortfilm från 2022 av studion Anima Vitae som premiärvisades på julafton i programmet Snöbarnens julsagor. Kortfilmen regisserades av Leevi Lemmetty efter ett manus av Leo Viirret med musik av Jarmo Saari och Samuli Kosminen och Tomtefars julklapp av Mauri Kunnas.

## Rollista
| Roll         | Svensk röst       | Finsk röst        |
| ------------ | ----------------- | ----------------- |
| Jultomten    | Kris Gummerus     | Markus Bäckman    |
| Myry         | Vivienne Lemmetty | Vivienne Lemmetty |
| Andra röster | Antti Pääkkönen   | Antti Pääkkönen   |
| Andra röster | Emma Louhivuori   |                   |